# Comesposades
Comesposades o Comaposada és un territori del terme municipal de Montmajor que forma un enclavament entre els termes municipals de Capolat, l'Espunyola i Navès.
Té una extensió 8,01 km², i està sota els cingles de Capolat. S'hi pot trobar el Serrat Blanc i el Serrat de la Pineda. Conté les esglésies de Sant Miquel de Comesposades, que depenia de Correà, i Sant Jaume de la Boixadera dels Bancs. Prop de l'església de Sant Jaume hi ha l'anomenada Bòfia de Sant Jaume o Bòfia de la Boixedera, una gran cova càrstica on s'han trobat restes de cranis humans i de cànids, i ceràmica neolítica.